# Luc Schepens
Luc Schepens (Brugge, 19 mei 1937 - Nieuwpoort, 26 augustus 1986) was een Belgisch historicus gespecialiseerd op het domein van de Eerste Wereldoorlog. Daarnaast schreef hij ook werken over de Vlaamse Beweging en het verleden van West-Vlaanderen. Bovendien is hij een van de biografen van Stijn Streuvels.

## Levensloop
Hij was de jongste zoon van Telesphore Schepens, directeur bij het West-Vlaamse provinciebestuur, en van Bertha Baeyen. In 1963 huwde hij met Marie-Thérèse Beirnaert uit Eeklo. Het gezin kreeg vier dochters.
Na zijn humaniorastudies aan het Sint-Lodewijkscollege in Brugge en het Sint-Jozefsinstituut in Torhout, behaalde hij het licentiaat in de romaanse filologie aan de universiteit van Gent. Hij was dus geen historicus van opleiding, maar leerde het historische metier in de praktijk van zijn activiteiten.
In 1962 was hij enkele maanden leraar en korte tijd stagiair bij het Nationaal Fonds voor Wetenschappelijk Onderzoek. Nog datzelfde jaar trad hij, in de voetsporen van zijn vader, in dienst bij het provinciebestuur van West-Vlaanderen. Schepens werd er belast met de uitbouw van de Provinciale Bibliotheek. Later werd hij ook conservator van het Streuvelsmuseum. Ambtelijk promoveerde hij tot assistent (1971) en daarna tot werkleider (1980).
In de aanloop naar de viering van het honderdvijftigjarige bestaan van het koninkrijk België (1980) kreeg hij de opdracht een Vredesmuseum en Memoriaal van de Twee Wereldoorlogen te realiseren in de Frontstreek. Toen de voorbereidingen al in een vergevorderd stadium verkeerden, werd het project om financiële redenen afgeblazen. In Ieper had hij een belangrijk aandeel in de herinrichting van het stedelijk Herinneringsmuseum van de Ypres Salient, dat in 1985 de deuren opnieuw opende. Tevens was hij betrokken bij de eerste stappen (1985-1986) in de toeristische ontsluiting van het koninklijk domein van Raversijde, tegenwoordig Provinciedomein Raversijde.

## Historicus
Naast deze bezigheden scheef Schepens een vijftiental historische werken en een resem artikels, waarin hij vooral vooral gebeurtenissen uit eigen streek bestudeerde. Zo specialiseerde hij zich steeds meer in de geschiedenis van de Eerste en, in mindere mate, van de Tweede Wereldoorlog. Een ander veel door hem behandeld onderwerp was de geschiedenis van de Vlaamse Beweging. Daarnaast wijdde hij werk aan het verleden van de West-Vlaamse provincieraad. Hij wijdde ook een biografie aan Stijn Streuvels en bezorgde de herpublicatie van een paar van zijn werken.
In 1984 promoveerde hij tot doctor in de wijsbegeerte en letteren, afdeling geschiedenis, met een verhandeling waarin hij het verleden van Brugge tijdens beide wereldoorlogen vergeleek.
De Brugse historicus schreef talrijke artikels, onder meer in Nationaal Biografisch Woordenboek, Ons erfdeel, Septentrion, Gezellekroniek en Biekorf. Hij begaf zich niet enkel op wetenschappelijk terrein, maar publiceerde ook vulgariserende werken en artikels. Hij leverde enkele bijdragen aan de krant De Standaard en gaf tijdens tv-programma’s duiding over onderwerpen waarin hij deskundig was.
Hij kreeg in 1980 de Provinciale prijs voor Geschiedenis voor het tweedelig werk waarin hij het verleden van de West-Vlaamse provincieraad en zijn leden schetste. Soms werd hem een zekere Vlaamsgezinde vooringenomenheid verweten. Historicus Frans Van Campenhout, die de levensloop van Schepens opstelde, bestreed dit, op basis van diens achtergrond als romanist en van de werken die hij in het Frans schreef.
Schepens stapte op 49-jarige leeftijd uit het leven.

## Publicaties
- Het culturele leven aan het front in: Stille getuigen 1914-1918, catalogus van tentoonstelling, Brugge, 1964.
- Centrale catalogus van tijdschriften en nieuwsbladen in West-Vlaanderen, Brugge, 1966.
- (samen met Luc DEVLIEGHER) Front 14/18, Tielt, 1968.
- 1940: Dagboek van een politiek conflict, Tielt, 1970.
- Guido Gezelle ijveraar voor de missies, in: Album Antoon Viaene, 1970.
- Kroniek van Stijn Streuvels, Brugge, 1971.
- Westflandrica. Keuze uit de onderwerpscatalogus van Wde provinciale bibliotheek en cultuurarchief te Brugge, Brugge, 1972.
- Van Vlaskutser tot Fransman. Bijdrage tot de geschiedenis van de Westvlaamse plattelandsbevolking in de negentiende eeuw, Brugge, 1973.
- In Pace. Soldatenkerkhoven in Vlaanderen, Tielt, 1974.
- Geschiedenis van de vergaderzaal van de provincieraad, in: Het provinciaal hof te Brugge, Brugge, 1976.
- De provincieraad van West-Vlaanderen. Deel I, 1836/1921, Tielt, 1976.
- De provincieraad van West-Vlaanderen. Deel II, 1921/1978 Tielt, 1979.
- Gids voor het provinciaal museum Stijn Streuvels - Het Lijsternest te Ingooigem - Anzegem, Brugge, 1980.
- (samen met Roland ANNOOT & Gaby GYSELEN) Guido Gezelle in West-Vlaanderen (1980)
- De Belgen in Groot-Brittannië 1940-1944, Brugge, 1981.
- Koning Albert, Charles de Broqueville en de Vlaamse Beweging tijdens de Eerste Wereldoorlog, Tielt, 1982.
- Albert Ier et le gouvernement de Broqueville 1914-1918. Aux origines de la question communautaire, Paris - Gembloux, 1983.
- 14-18. Een oorlog in Vlaanderen, Tielt, 1984.
- (samen met Emiel Vandewoude) Albert en Elisabeth, 1914-1918. Albums van de koningin. Nota's van de koning,  Brussel, 1984.
- (samen met Emiel Vandewoude) Albert et Elisabeth, 1914-1918. Albums de la reine. Notes du roi , Brussel, 1984.
- Brugge Bezet 1914/1918 & 1940/1944. Het leven in een stad tijdens twee wereldoorlogen, Tielt, 1985.